# Permani
 Permani  (olaszul: Permani) falu Horvátországban, a Tengermellék-Hegyvidék megyében. Közigazgatásilag Matuljihoz tartozik.

## Fekvése
Fiume központjától 15 km-re, községközpontjától 6 km-re északnyugatra a Tengermelléken, az Isztriai-félsziget északi határán az A7-es autópálya mellett fekszik.

## Története
A településnek 1880-ban 45, 1910-ben 125 lakosa volt. 
2011-ben 103 lakosa volt.

## Lakosság
| Lakosság változása | Lakosság változása | Lakosság változása | Lakosság változása | Lakosság változása | Lakosság változása | Lakosság változása | Lakosság változása | Lakosság változása | Lakosság változása | Lakosság változása | Lakosság változása | Lakosság változása | Lakosság változása | Lakosság változása | Lakosság változása |
| ------------------ | ------------------ | ------------------ | ------------------ | ------------------ | ------------------ | ------------------ | ------------------ | ------------------ | ------------------ | ------------------ | ------------------ | ------------------ | ------------------ | ------------------ | ------------------ |
| 1857               | 1869               | 1880               | 1890               | 1900               | 1910               | 1921               | 1931               | 1948               | 1953               | 1961               | 1971               | 1981               | 1991               | 2001               | 2011               |
| 0                  | 0                  | 45                 | 102                | 115                | 125                | 0                  | 0                  | 111                | 121                | 104                | 102                | 84                 | 97                 | 101                | 103                |